# 킥-하트
킥-하트(Kick-heart)는 일본에서 제작된 유아사 마사아키 감독의 2012년 애니메이션, 액션 영화이다.

## 목소리 출연

### 일본어
- 혼다 타카코
- 스즈키 타츠히사
- 키쿠치 코코로
- 타카기 와타루
- 카이다 유코